# Jadranska pastrva
Jadranska ili mekousna pastrva endemska je vrsta koja živi u rijekama južnog jadranskog sliva. Za njezine četiri podvrste za koje se držalo da žive u Bosni i Hercegovini, Hrvatskoj, i Crnoj Gori ustanovljeno je da su sinonimi za jednu te istu vrstu.
Vrsta živi u plovama i mrijesti se u proljeće. 

## Sinonimni nazivi i vernakularni nazivi sinonima
- Mekousna pastrva solinka, Salmothymus obtusirostris salonitana Karaman, 1927 smatrana je za endemsku podvrstu mekousne pastrve koja živi u rijeci Jadro pored Solina. Naknadno je prebačena i u rječicu Žrnovnicu pokraj Stobreča.

Ugrožena je zbog uvođenja invazivne vrste – kalifornijske pastrve (Salmo gairdneri).
- Mekousna pastrva zlousta Salmothymus obtusirostris krkensis Karaman, 1927	 smatrana je endemom rijeke Krke.
- Neretvanska mekousna pastrva, Salmothymus obtusirostris oxyrhynchus Steindachner, 1882 smatrana je za endemsku podvrstu pastrve koja živi u rijeci Neretvi i njenim pritocima, kao i da je najbrojnija od 4 podvrste Jadranske pastrve (Salmo obtusirostris).
- zetska mekosusna pastrva, Salmothymus zetensis Hadzisce, 1960 i Salmo zetensis (Hadzisce, 1960)[2]

O ovim endemskim podvrstama za koje je ustanovljeno da su samo sinonimi za istu vrstu napisala je dipl. eng. Tea Odak s Agronomskog fakulteta Sveučilišta u Zagrebu magistarski rad Molekularno-biološka obilježja endemske mekousne pastrve (Salmothymus obtusirostirs salonitana)
|  | Zajednički poslužitelj ima još gradiva o temi Jadranska pastrva |

## Vanjske poveznice
- Adriatic (Neretva) Trout (Salmo obtusirostris oxyrhynchus)  Arhivirana inačica izvorne stranice od 5. studenoga 2013. (Wayback Machine)